# Razdrto (Šentjernej, Slovenija)
Razdrto je naselje u slovenskoj Općini Šentjerneju. Razdrto se nalazi u pokrajini Dolenjskoj i statističkoj regiji Donjoposavskoj regiji. 

## Stanovništvo
Prema popisu stanovništva iz 2002. godine naselje je imalo 38 stanovnika.